# Incursiones Texanas en Nuevo México (1843)

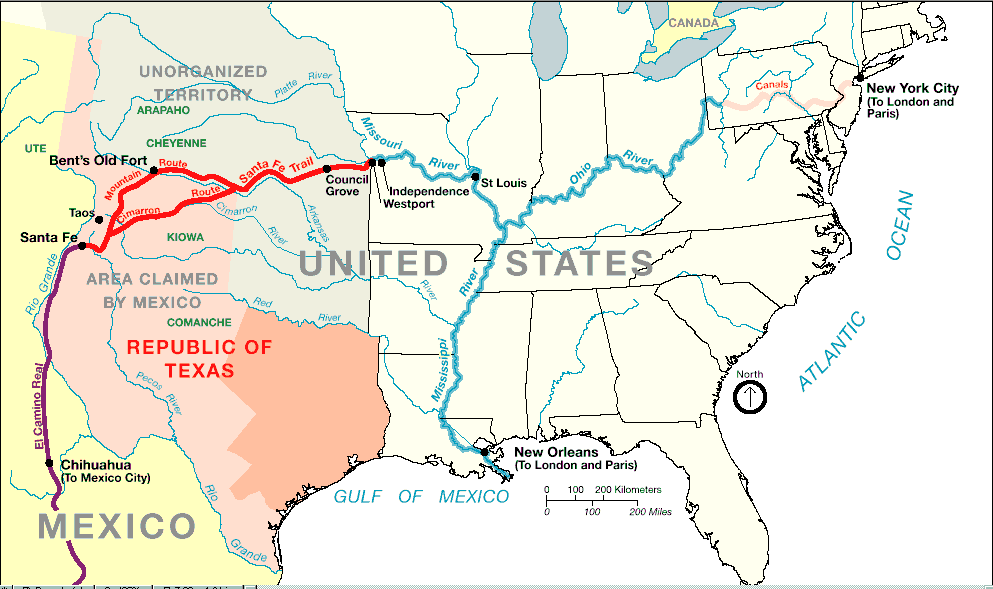
El Camino de Santa Fe en 1845

Las incursiones de Texas en Nuevo México en 1843 fueron dos expediciones autorizadas por el todavía independiente territorio de Texas para atacar el comercio mexicano en el Camino de Santa Fe y afirmar el control de Texas de Nuevo México al este del Río Grande, habitado durante mucho tiempo por colonos hispanos e indios pueblo. Ambas expediciones no lograron más que crear temor tanto en Estados Unidos como en México de que el comercio se interrumpiría en el Camino de Santa Fe. Los texanos mataron a varios comerciantes mexicanos a lo largo del camino y a varios civiles en una redada cerca de la ciudad de Mora, Nuevo México.

## Antecedentes
En 1836, Texas obtuvo su independencia de México. Los límites del nuevo país eran inciertos, con Texas reclamando un límite sur y oeste del Río Grande, un reclamo que abarcaba la mayoría de las partes pobladas de la provincia mexicana de Nuevo México. Nuevo México había sido colonizado por primera vez por los españoles en 1598 y en 1840 tenía una población hispana e india pueblo de más de 40.000 habitantes, incluidos unos pocos cientos de anglos . En un intento por afirmar la propiedad texana de Nuevo México y capturar el comercio que fluye hacia Nuevo México a lo largo del Camino de Santa Fe, el gobernador de Texas Mirabeau Lamar lanzó una desafortunada expedición en 1841. Trescientos veinte texanos, incluidos 50 comerciantes, emprendieron la expedición. La expedición fracasó y 172 hombres, "débiles, hambrientos y afectados por el escorbuto", se rindieron al gobernador de Nuevo México , Manuel Armijo . Los tejanos fueron llevados 2.000 millas al sur hasta la prisión de Veracruz, aunque fueron liberados para regresar a Texas en 1842.
La humillación causada por la derrota de la expedición de 1841 y la opinión de que los texanos capturados fueron tratados injustamente llevaron en 1843 a un deseo de venganza, además de un esfuerzo renovado por parte de Texas para capturar el este de Nuevo México y saquear el comercio mexicano.

## Warfield y McDaniel
El 16 de agosto de 1842, Charles A. Warfield, un comerciante, fue autorizado por el Secretario de Guerra de Texas, George Washington Hockley, a invadir Nuevo México. Warfield estimó que necesitaría una fuerza de 800 a 1000 hombres para la tarea. Comenzó a reclutar en Texas, Arkansas y Misuri. Planeaba unir sus fuerzas alrededor del 15 de mayo en Point of Rocks, en territorio reclamado por México en el corte Cimarrón del Camino de Santa Fe, cerca de la actual Liberal, Kansas.
Warfield reclamó el derecho de robar a los ciudadanos mexicanos que encontró en el Camino de Santa Fe. Los comerciantes estadounidenses que estaban por el Camino de Santa Fe estaban preocupados de que los "Banditii" y los "hombres de carácter desesperado" de Warfield interrumpieran el comercio en el camino y solicitaron una escolta militar para sus caravanas que se dirigían a Nuevo México. El coronel Stephen W. Kearney del ejército estadounidense accedió a la solicitud, aunque se le ordenó no cruzar a territorio mexicano por el lado sur del río Arkansas. El lado norte del río Arkansas era territorio perteneciente a los EE. UU. y a los indios de las llanuras. Kearney también dio instrucciones a los hombres y puestos bajo su mando para evitar que personas sospechosas ingresaran al territorio indio. Uno de los oficiales de Warfield, John McDaniel, con una pandilla de 13 hombres asesinó a un comerciante mexicano, Antonio José Chávez, y a cinco de sus empleados a lo largo del sendero Santa Fe cerca de la actual Lyons, Kansas, a principios de abril de 1943. McDaniel y sus hombres fueron capturados por Estados Unidos. McDaniel fue ahorcado y otros recibieron sentencias de prisión. 
Los intentos de Warfield de reclutar un ejército fallaron y con sólo 24 hombres se partió hacia Nuevo México. El 13 de mayo atacó a un grupo de nuevomexicanos cerca de Mora, Nuevo México. Warfield mató a tres hombres y capturó unos 70 caballos. Sin embargo, un campamento de ciboleros (cazadores de bisontes) de Nuevo México respondió y el 14 de junio cerca de Wagon Mound atacó a Warfield, recapturó sus caballos y lo dejó a pie. Warfield y sus hombres tuvieron que caminar 200 millas (320 km) hasta Bent's Fort en Colorado, el lugar más cercano donde podría recibir ayuda. 

## Snively
Mientras Warfield intentaba organizar una invasión de Nuevo México, otro texano, Jacob ("el viejo Jake") Snively, un oficial del ejército de Texas, también intentaba formar una fuerza militar para atacar a los comerciantes de Nuevo México. Pidió permiso al gobierno de Texas para organizar "una expedición con el fin de interceptar y capturar las propiedades de los comerciantes mexicanos que pudieran pasar por el territorio reclamado por Texas en el Camino de Santa Fe". El 16 de febrero de 1843, el Departamento de Guerra de Texas aprobó su petición y le autorizó a reunir una fuerza de no más de 300 hombres. Las ganancias de sus incursiones contra comerciantes mexicanos se dividirían en partes iguales entre Snively y sus hombres y la República de Texas.
El 24 de abril de 1843, Snively y 150 hombres (llamado "Batallón de Invencibles") marcharon hacia el norte desde el actual condado de Grayson, Texas, y llegaron al actual condado de Edwards, Kansas, el 27 de mayo. Warfield y varios de su grupo se unieron a Snively en Kansas. El 20 de junio, el grupo Snively atacó una unidad militar mexicana, matando a 17 personas y tomando 82 prisioneros sin pérdidas por parte de Snively. Sin embargo, pronto el mando de Snively se rompió como resultado de la disensión. Los prisioneros mexicanos fueron liberados y un grupo de 76 llamados "chicos de casa" abandonaron Snively y partieron hacia el este, hacia Arkansas. El 30 de junio, Snively y el resto de sus fuerzas fueron descubiertos por el capitán Philip St. George Cooke y una fuerza del ejército estadounidense de 185 hombres. Cooke informó a Snively que se encontraba en territorio estadounidense. Lo obligó a Snively a rendirse y escoltó a unos 50 hombres desencantados del mando de Snively a Misuri. Cook confiscó la mayoría de las armas de Snively. Con unos 70 hombres restantes, Snively y Warfield contemplaron atacar una caravana comercial mexicana, pero decidieron que no tenían la capacidad para hacerlo y regresaron a Texas, disolviéndose el 6 de agosto

## Secuelas
El fracaso de las incursiones de 1843 puso fin a los intentos de Texas, como país independiente, de capturar territorio en Nuevo México. Texas se unió a Estados Unidos como estado en 1845, un evento que precipitó la Intervención estadounidense en México. Nuevo México fue capturado por las fuerzas estadounidenses y se convirtió en parte de los Estados Unidos.  Warfield desapareció de la historia poco después de 1843, y Snively murió en 1871.